# Chergeaule
 (août 2025).
La Chergeaule est un cours d'eau du pied du Jura dans le canton de Vaud, en Suisse.

## Parcours
La Chergeaule est une petite rivière du pied du Jura qui naît sur le territoire de la commune de Mont-la-Ville au lieu-dit du Creux à la Chèvre dans les bois sous le col du Mollendruz à une altitude de 1 122 m. Sur ses 500 premiers mètres, la rivière descend sur un flanc raide jusqu'au Pré de Lavaux où elle reçoit les eaux de deux ruisseaux similaires sur sa rive gauche. La rivière continue à descendre en direction du sud-est et forme un petit vallon nommé la Combe à Berger. Elle entre sur le territoire de la commune de L'Isle où elle restera jusqu'à sa confluence. Quelques mètres plus en aval, elle y reçoit deux autres ruisseaux sur sa rive droite. Au bas de cette combe qui prend alors le nom de Taillée des Bioles, la rivière passe sous la route qui mène au col du Mollendruz puis arrive dans le village de L'Isle. Elle quitte alors la forêt dans laquelle elle a toujours coulé depuis sa naissance pour être tantôt canalisée tantôt à l'air libre dans le village. Elle finit par confluer dans la Venoge peu après le château à une altitude de 658 m.